# Centre d’entraide pour les demandeurs d’asile et les réfugiés
Pour les articles homonymes, voir CEDRE.
Le Centre d’entraide pour les demandeurs d’asile et les réfugiés (CEDRE) est une antenne du Secours catholique, association de solidarité française, dont le principal objet est le soutien aux demandeurs d'asile et aux réfugiés,.
Fondé en 1989, pour aider les boat-people il a progressivement développé ses activités et professionnalisé son action en se spécialisant dans l’accueil et l’accompagnement des demandeurs d’asile, des réfugiés et de toutes personnes étrangères en difficulté de séjour, dans leurs démarches administratives, juridiques et sociales.

## Objet social et Orientation
Le CEDRE est partie intégrante du Secours catholique, association loi de 1901 avec une autonomie de gestion.
Conformément à son objet social, il agit dans le cadre des orientations définies par le Secours catholique :
Apporter, partout où le besoin s'en fera sentir, à l'exclusion de tout particularisme national ou confessionnel, tout secours et toute aide directe ou indirecte, morale ou matérielle, quelles que soient les options philosophiques ou religieuses des bénéficiaires.

## Actions

### Accueil et Orientation
Situé à Paris, le CEDRE, géré en partie par des bénévoles, dont plus de la moitié sont eux-mêmes des réfugiés, accueille chaque année dans ses locaux environ 6500 personnes en difficulté administrative de séjour, plus de 7 000 personnes en 2018.
Cet accueil de jour peut se faire en 17 langues différentes.

### Domiciliation
En réseau avec Dom'asile le CEDRE assure la domiciliation postale des demandeurs d'asile, souvent sans domicile fixe.
Cette domiciliation leur permet d'obtenir une adresse postale fiable nécessaire dans leurs démarches.
Indépendamment de cette démarche administrative, le CEDRE peut aide également à trouver des hébergements solidaires pour les demandeurs d'asile en ayant besoin.

### Accompagnement administratif
Des juristes, des écrivains publics et des spécialistes du droit d'asile apportent une aide administrative dans la rédaction des documents nécessaires au dépôt d'une demande d'asile à l'OFPRA ou d'un recours devant la CNDA ainsi que dans la préparation aux entretiens devant ces organismes.
Cette aide administrative s'étend aux démarches nécessaires pour accéder aux droits sociaux.
Plus de 2000 demandeurs d'asile, de déboutés du droit d'asile ou de réfugiés bénéficient de cet accompagnement chaque année.

### Intégration
Le CEDRE apporte également une aide à l'intégration aux personnes qu'il accompagne en leur proposant des cours de langue française et de découverte de l'informatique, des ateliers d'expression (théâtre et marionnettes) à but thérapeutique pour des personnes traumatisées et d'autres activités culturelles destinées à faire connaitre la culture française.